# منتخب إسكتلندا لهوكي الحقل للرجال
منتخب اسكتلندا الوطني لهوكي الحقل للرجال (بالإنجليزية: Scotland men's national field hockey team)‏ هو ممثل المملكة المتحدة الرسمي في المنافسات الدولية في هوكي الحقل .